# Jerx
Jerx är ett rockband från Österrike som varit aktivt sedan 1998.